# 五月天追夢3DNA
《五月天追夢3DNA》），是台灣樂團五月天的首部3D電影，片中除了60－70分鐘是演唱會內容之外，其他20－30分鐘是戲劇演出，分別有3段故事穿插其中。五月天主演的首部3D爱情电影《追梦3DNA》，讲述五月天及主演們追梦的故事，片中穿插着五月天《變形DNA無限放大版》演唱会3D现场精华，以演唱会引领剧情发展。台灣OTTLiTV 線上影視上架。

## 劇情
全片透過臺灣、中国香港和中國大陸歌迷之間三段溫馨感人、爆笑與勵志的小故事，巧妙串起主軸亞洲熱門團體「五月天變形DNA演唱會」的表演，電影充斥大量音樂元素，並利用最新3D立體實際拍攝科技，片中拍攝地點包括台灣、中国香港、中國大陸、新加坡……等地，並由劉若英、任賢齊扮演其中一段故事的男女主角。

### 廣州篇
一個在廣州辛苦經營咖哩魚蛋小吃舖的父親，以精湛的廚藝成功緊抓每個客人的胃，然而，面對自己寶貝女兒瘋狂追星的行為卻束手無策。三段故事都圍繞著一張五月天演唱會的入場券開始，廣州篇林雪的愛女想排除萬難去聽演唱會。

### 台北篇
一個被愛情傷很深的計程車司機與一個神秘的女乘客，在寂寞的台北街頭展開奇異大冒險，奇妙的互動讓兩個陌生人漸漸拉近彼此的距離。臺北篇劉若英飾演的角色遭遇情傷，在任賢齊開的計程車上，因為一首《溫柔》開啟了另一個愛情故事。

### 上海篇
一個年輕又勤奮的快遞員，每日穿梭在上海的大街小巷努力工作，只為了要趕快存錢帶妹妹去聽一場五月天的演唱會……。上海篇講一個快遞小子用積蓄完成妹妹的夢想。

## 演員陣容
五月天表示，由于这次是演自己，所以相当轻松。他们说，电影中的演唱会和现实的演唱会还是有区别的，因为了配合3D效果，片中五人会夸张地耍帅，比如玛莎那头長髮会耍出更多花招，“演唱会部分会占片中50％到60％的内容。我们拍这个电影的初衷就是让没来过五月天演唱会现场的人也能看到五月天的表演。为了效果明显我们的肢体动作都会特别夸张。”

### 主要角色
| 演員   | 角色   | 備註                                         |
| ------ | ------ | -------------------------------------------- |
| 陳信宏 | 阿信、 | 五月天樂團之主唱阿信，與怪獸於台北篇出現。   |
| 溫尚翊 | 怪獸   | 五月天樂團之吉他手怪獸，與阿信於台北篇出現。 |
| 石錦航 | 石頭   | 五月天樂團之吉他手石頭，於上海篇出現。       |
| 蔡昇晏 | 瑪莎   | 五月天樂團之貝斯手瑪莎，與冠佑於廣州篇出現。 |
| 劉冠佑 | 冠佑   | 五月天樂團之鼓手冠佑，與瑪莎於廣州篇出現。   |

### 其他角色
在電影裡特別演出的劉若英表示，當她接獲邀約時，立刻排除萬難一口答應，她說：「因為是五月天，所以一定全力以赴。」奶茶認為：「五月天一直帶領著大家走在很多事情的前面，不管是音樂或者是演唱會的形式，甚至傳遞出新一代年輕人生活與人生情感的態度。」另一位在戲裡客串計程車司機的任賢齊當初接到五月天阿信的邀約時也是一口答應，他認為《追夢3DNA》是一項結合3D電影與演唱會的創舉，每一個參與其中的工作人員都以這部電影為榮，他相信觀眾都能夠在這部電影中獲得非常多的感動。
| 演員   | 角色       | 備註                       |
| ------ | ---------- | -------------------------- |
| 任賢齊 | 計程車司機 |                            |
| 劉若英 | 小乃       | 搭乘計程車的神秘乘客。     |
| 林雪   | 肥仔       | 開魚蛋店的廚師。           |
| 談一樂 | 樂樂       | 肥仔的女兒。               |
| 王文祥 | 興仔       | 肥仔的廚師學徒，木訥認真。 |
| 張雨劍 | 雨劍       | 認真執著的單車快遞員。     |
| 吳博鷹 | 亮子       | 雨劍的同事。               |

## 電影

### 製作
五月天坦言，起初對於拍攝3D電影有些抗拒，「很害怕華人世界，會怎樣去看這一部3D演唱會電影，這是從以前到現在完全没有出現過的類型。」阿信表示，自己也看過《阿凡達》，覺得這種技術是屬於好萊塢的，但在電影完成之後，鼓手冠佑感動得起雞皮疙瘩，石頭更覺得臨場感讓他想要大叫。五人被問及首次拍攝3D電影後對票房的期待時，阿信笑說：「希望能達到《阿凡達》的水平。因為追一個不可能的夢，才會有那種感覺。」对音乐要求甚高的五月天，還找来顶级音响师，制作7.1声道的音效；因3D技术困难，片中许多动画特效为更好的3D效果都一再翻新。

### 剪輯
《追夢3DNA》光是導演就有三組，除了孔玟燕擔任總導演，負責拍攝劉若英、任賢齊等人主演的三段故事，還有以拍攝3D電影《小丑魚》成名的曲全立擔任3D技術導演，跟著五月天飛往各個城市拍攝演唱會，還有3D後製導演陶凱倫將動畫特效與3D畫面結合得更加完美。片方表示，這部片子在每次内部試片之後，都會根據觀眾意見再細修，光是整個歌曲排序就已經變了至少三次，畫面細修剪輯更高達六十幾次。曲全立表示，因為拍攝演唱會不能重來，於是只能跟著五月天到各場演唱會抓不同角度拍攝，前後共動用近50位臺灣電影攝影師。

## 電影歌曲
主唱阿信表示：「五月天的音樂都比較屬於激烈、搖滾的版本，但這次為了配合故事情緒的發展，將五月天過去的歌曲做了全新的改編，配合劇情發展特別重新編寫了像是戀愛ING的鋼琴版、倔強爵士版甚至是一些人聲的版本，都是前所未見的。」五月天這次改編了自己最經典的情歌「知足」，並找來紀曉君的妹妹，同時也是金曲獎最佳演唱組合得主家家來演唱的「知足」3DNA追夢版。

### 主題曲
《追夢3DNA》主題曲〈OAOA（現在就是永遠）〉，是五月天為電影創作的新單曲。

### 電影原聲帶
電影原聲帶《五月天追夢3DNA電影原聲帶》，是由相信音樂製作、環球音樂發行，裡面有1片CD，收錄16首歌，台灣於2011年9月16日發行。

## DVD
「亞洲天團」五月天量身打造，華人首部音樂愛情3D電影《五月天追夢3DNA》，挾帶著電影超高票房，許多粉絲都迫不及待想擁有珍藏版DVD。預購才剛 推出三天就破千張，廠商強調，預購版的DVD只有限量五千組，並且絕不再版，會透過每日的訂單回報系統，統計數量，一旦超過就不再收單，因此想要購買的粉 絲得加快腳步。
為了配合《五月天追夢3DNA》電影主題『夢想與朋友』，2D精裝版更加贈筆記本、原木鉛筆、手機皮套；3D精裝版則大方送上名片隨身碟與螢光棒，僅售 798元。贈品都是《五月天追夢3DNA》的專屬贈品，影迷直呼｢很精緻! 感覺太超值了。｣｢簡直是超乎想像的夢幻逸品。｣
　預購推出三天，就登上博客來預售榜冠軍，力壓好萊塢許多新片，預售量足足高過3倍之多。看過電影的歌迷，紛紛指定購買珍藏，錯過上映的朋友，更是把握把 五月天帶回家的絕佳機會。歌迷感性的發文表示：「看完電影，五月天的音樂與情節，在我腦海久久無法散去，這不只是五月天，還是我的生命。買了DVD我要放 在家，隨時隨地都可以回憶。」 更有許多大陸粉絲跨海訂購，｢台灣的影音製作品水準，比內地好太多了! 這是五月天的第一部電影，怎能不好好收藏呢!｣
　這部100%台灣3D技術團隊精心打造的華人首部3D演唱會電影《五月天追夢3DNA》即日起開始預購，2012年1月13日發行。五月天邀請觀眾，在 家中感受零距離「超夢幻搖滾區」第一排的演唱會震撼魅力。全台預購點:博客來/全家/海山/法雅克/誠品/玫瑰/五大/光南/佳佳/YAHOO/PC HOME，全台限量5000套，數量有限敬請把握。恕不再版! 未來上架後，只販售雙碟精裝版，無任何贈品。相關預購訊息請上官網。
| 版本              | 價格                                | 內容                                                   |
| ----------------- | ----------------------------------- | ------------------------------------------------------ |
| ▲回憶記錄版       | 原價NTD$：850 預購九折NTD$：798元） | 內容:2D版光碟+手機皮套乙個+筆記本乙本+原木鉛筆兩支     |
| ▲夢想繽紛版       | 原價NTD$：850 預購九折NTD$：798元   | 內容:3D版光碟+3D紅藍眼鏡+名片隨身碟乙個+吶喊螢光棒兩支 |
| ▲雙碟精裝版 2D+3D | 原價NTD$：450 預購九折NTD$：399元   | 內容:2D版光碟+3D版光碟+3D紅藍眼鏡+賀年紅包袋兩入       |

## 軼事
全台首週末票房前三名的城市分別為台北、台中以及新竹。五月天曾承諾推出新專輯時，會優先前往電影票房前三名的縣市舉辦新歌演唱會，以感謝歌迷的支持。
- 第一台北市
- 第二台中市
- 第三新竹市、新竹縣

## 外部連結
- 《五月天追夢3DNA》的Facebook專頁
- Yahoo奇摩電影上《五月天追夢3DNA》的資料（繁體中文）
- 開眼電影網上《五月天追夢3DNA》的資料（繁體中文）
- 时光网上《五月天追夢3DNA》的資料（简体中文）
- 豆瓣电影上《五月天追夢3DNA》的資料 （简体中文）
- 爛番茄上《MAYDAY 3DNA》的資料（英文）
- 香港影庫上《五月天追夢3DNA》的資料（繁體中文）
- 互联网电影数据库（IMDb）上《五月天追夢3DNA》的资料（英文）
- AllMovie上《五月天追夢3DNA》的资料（英文）

- 五月天 追逐音樂電影夢 【電影介紹】（页面存档备份，存于）
- 五月天開拍全亞洲第一部【3DNA：五月天3D演唱會電影】
- 五月天《追夢3DNA》電影官方網站
- 五月天《追夢3DNA》電影官方部落格（页面存档备份，存于）

- - YouTube上的電影官方正式預告片
  - YouTube上的電影官方第二支預告片
  - YouTube上的《追夢3DNA》電影60"CF
  - YouTube上的電影主題曲－OAOA(現在就是永遠)

- 相關影片段落
  - YouTube上的五月天團3D電影臺北開鏡
  - YouTube上的電影官方花絮－七夕戀愛篇
  - YouTube上的電影官方花絮－父親節篇
  - YouTube上的電影官方花絮－導演3D技術篇
  - YouTube上的電影官方花絮－足跡篇
  - YouTube上的電影官方花絮－五月天幕後訪談篇